# Turdus maculirostris
Turdus maculirostris là một loài chim trong họ Turdidae.